# Famille de Bailleul (comté de Ponthieu)
Pour les articles homonymes, voir Bailleul et famille de Bailleul.

Armoiries de la famille Bailleul

La famille Bailleul (devenu Balliol ou Baliol en Angleterre et en Écosse) est une famille appartenant au baronnage anglo-normand originaire de Bailleul-en-Vimeu près d'Abbeville dans le comté de Ponthieu. La famille, qui conserve de forts liens avec sa seigneurie de Bailleul en Picardie, devient très importante à la fin du XIIIe siècle quand Jean monte sur le trône écossais. La branche principale de la famille s'éteint une génération plus tard en 1364, avec Édouard Balliol lui aussi couronné roi d'Écosse.

## Histoire de la famille
Le fondateur de la branche implantée outre-Manche est Gui de Bailleul qui s'implante en Angleterre sous le règne de Guillaume le Roux. Il est probablement recruté au service du roi pendant l'une de ses campagnes dans l'est du duché de Normandie en 1091 et 1094.
Son neveu, le chevalier Bernard de Bailleul († entre 1154 et 1162), hérite de ses terres dans le Northumberland vers 1130-1133. Il bâtit sa principale forteresse, à Barnard Castle dans le comté de Durham. Peu avant la bataille de l'Étendard en 1138, il est envoyé avec Robert de Bruce pour convaincre David Ier d'Écosse de se retirer dans son royaume, mais il échoue. Il est présent à la bataille de Lincoln aux côtés d'Étienne d'Angleterre, et est capturé. Son fils puîné Gui lui succède probablement brièvement.
Son plus jeune fils Bernard (II) († v. 1190), hérite de tout le patrimoine anglais et picard au début des années 1160, et avant 1167. Il est principalement connu pour sa participation à la capture de Guillaume Ier d'Écosse lors de la bataille d'Alnwick en 1174, durant la révolte des fils d'Henri II d'Angleterre. Il épouse Agnès de Picquigny, probablement de la famille des seigneurs de Picquigny dans le comté de Ponthieu.
Contrairement à ce qui a été écrit pendant des siècles, il n'a pas de descendant et c'est son cousin Eustache, seigneur d'Hélicourt (près de Bailleul) qui lui succède et qui prend le toponyme Bailleul. Il a quatre fils : Ingram et Henri établissent des branches cadettes en Écosse, respectivement à Inverkeilor et Cavers; Hugues, l'aîné, succède à son père vers 1209. Bernard et Hugues font partie du groupe de barons loyaux à Jean d'Angleterre.
Henri († 1246), est le plus jeune fils d'Eustache. Il est le premier de la famille à acquérir des terres en Écosse, par mariage. Il entre au service royal comme chambellan d'Écosse de 1223 à 1230, puis de 1241 à 1246. Occasionnellement il sert d'ambassadeur du roi d'Écosse à la cour anglaise. Il détient des terres centrées sur les villes de Benington (Hertfordshire) et Cavers (Roxburghshire). Son fils Gui est tué à la bataille d'Evesham en 1265 alors qu'il est le porte-étendard de Simon de Montfort.
Alexandre († v. 1310), fils d'Henri, hérite de son frère Gui, la baronnie de Cavers, mais ne peut obtenir son héritage anglais avant 1266, car il soutient les barons rebelles. Par mariage, il acquiert la baronnie de Chilham dans le Kent, et devient un important propriétaire terrien en Angleterre. Comme son père, il est chambellan d'Écosse, et a une certaine importance dans la politique écossaise, étant parmi les douze gardiens désigné pour reprendre le gouvernement des mains de son cousin le roi Jean. Par la suite, il combat aux côtés des Anglais pour le contrôle du royaume écossais. Plus tard, il vend ses possessions en Angleterre et combat le roi Robert de Brus entre 1307 et 1309. Son fils Thomas lui succède en 1310. Il aurait vendu ses possessions de Carvers à William Douglas, 1er comte de Douglas.
Jean († 1268), le fils d'Hugues, fait un mariage décisif pour l'histoire de sa famille en épousant, en 1233, Derborgail, troisième fille d'Alan († 1234), lord de Galloway, et de Margaret, elle-même fille de David d'Écosse, comte de Huntingdon. Après avoir fait des héritages de collatéraux de sa femme, il est particulièrement riche et puissant, et surtout dans la ligne de succession pour le trône d'Écosse. Il occupe divers offices de shérif en Angleterre, devient l'un des régents d'Écosse durant la minorité d'Alexandre III. Il fonde en 1263 le Balliol College à Oxford.
Son fils Jean (v. 1249-1314), monte sur le trône en 1292 sur décision d'Édouard Ier d'Angleterre. S'étant révolté contre le pouvoir anglais et s'étant allié à la France, il est déposé dès 1296. Il est exilé et meurt dans l'obscurité.
Édouard (v. 1282–1364), son fils, se rallie aux Anglais et accède au trône écossais en 1332 grâce à leur appui. Il parvient à prendre le contrôle du sud du royaume, mais son concurrent David II d'Écosse est le favori des barons écossais. Perdant le soutien militaire des Anglais impliqués dans la guerre de Cent Ans, il est plus un gardien de la frontière écossaise qu'un roi. Finalement Édouard III laisse peu à peu mourir la cause de son concurrent, qui de toute façon est totalement rejeté par les Écossais. En 1356, il abdique en donnant ses droits à la couronne écossaise à Édouard III d'Angleterre, et renonce à ses terres à Galloway et en Picardie, contre une rente annuelle à vie de 2 000 £. Il meurt sans descendance.

## Généalogie des membres principaux
```
?
│
├─> Gui († 1112/1130), lord de Barnard Castle
│
└─> ?
    │
    └─> Bernard († 1154/62)
        │
        ├─> Gui († 1160/67)
        │
        └─> Bernard (II) († v. 1190)
            |
         
(cousinage)

            |
            Eustache, seigneur d'
Hélicourt
, cousin du précédent
            │
            ├─> Henri († 1246), lord de Cavers et de Benington. Chambellan d'Écosse
            │   │
            │   └─> 
Alexandre
 († v. 1310), lord de Cavers et de Chilham. Chambellan d'Écosse
            │       │
            │       └─> Thomas, lord de Cavers
            │
            ├─> Bernard
            │
            ├─> Ingram, lord d'Inverkeilor
            │
            └─> Hugues († 1229), lord de Barnard Castle et seigneur de Bailleul
                │
                └─> 
Jean
 († 1268)
                    │ × 
Derborgail de Galloway
 (leur petite-fille Christine Lindsay, fille d'Ada Baliol et de William  Lindsay, transmet 
Bailleul
 aux Coucy par son mariage avec 
Enguerrand V
)  
                    │
                    ├─> Hugues († 1271), lord de Barnard Castle et de Bywell
                    │
                    ├─> Alexandre († 1278)
                    │
                    └─> 
Jean
 (v. 1249-1314), 
roi d'Écosse
 (1292-1296)
                        │
                        └─> 
Édouard
 (v. 1282–1364), couronné roi d'Écosse
```